# (7026) 1993 QB1
(7026) 1993 QB1 (1993 QB1, 1976 QX1, 1979 HC5, 1994 WL13) — астероїд головного поясу, відкритий 19 серпня 1993 року.
Тіссеранів параметр щодо Юпітера — 3,596.